# Reiskärpflinge
Reiskärpflinge (Oryzias) sind eine Gattung kleiner süd- und ostasiatischer Süßwasserfische aus der Ordnung der Hornhechtartigen (Beloniformes). Das Verbreitungsgebiet der Gattung reicht von Indien und Sri Lanka im Westen bis Japan und Korea im Norden und im Osten bis Timor und Sulawesi, wo es zahlreiche endemische Arten gibt. Synonyme der Gattung sind Horaichthys Kulkarni, 1940 und Xenopoecilus Regan, 1911.

## Merkmale
Reiskärpflinge werden 1,6 bis 6,5 cm lang und besitzen einen mehr oder weniger langgestreckten Körper. Als typische oberflächennah lebende Fische haben sie eine gerade Rückenlinie, sind mehr oder weniger tiefbauchig mit einer geraden Hinterleibskante, haben ein oberständiges Maul mit einem nicht vorstreckbaren (nicht protraktilen) Oberkiefer und eine weit hinten liegende Rückenflosse. Die Brustflossen sind relativ groß und stehen weit oben. In den meisten Fällen sind die Fische unscheinbar grau oder silbrig gefärbt oder transparent. Auffällige Farben fehlen meist (Ausnahme: der Neonreisfisch (Oryzias woworae) und Zuchtformen von Medaka). Die Geschlechter sind gleich groß und nur schwer zu unterscheiden.

## Lebensweise
Reiskärpflinge leben vor allem in Küstennähe, einige Arten auch im Landesinneren, in überschwemmten Reisfeldern, Teichen, Seen und Flussabschnitten mit geringer Wassertiefe (20 cm bis 1 m) und in kleinen Wasseransammlungen. Küstennah lebende Populationen vertragen auch leichtes Brackwasser. Die Wassertemperaturen in den Wohngewässern sind in den meisten Fällen sehr hoch (bis zu 30 °C). Reiskärpflinge sind überwiegend Schwarmfische.
Reiskärpflinge laichen in der Nacht oder in den frühen Morgenstunden. Die Eier bleiben mit Filamenten an der Genitalöffnung vor der Afterflosse des Weibchens haften und werden erst nach Stunden oder Tagen an Wasserpflanzen abgestreift oder auch bis zum Schlupf der Jungfische mitgetragen. Die langsam wachsenden Jungfische schlüpfen nach 10 bis 18 Tagen und leben dann an der Wasseroberfläche.

## Arten

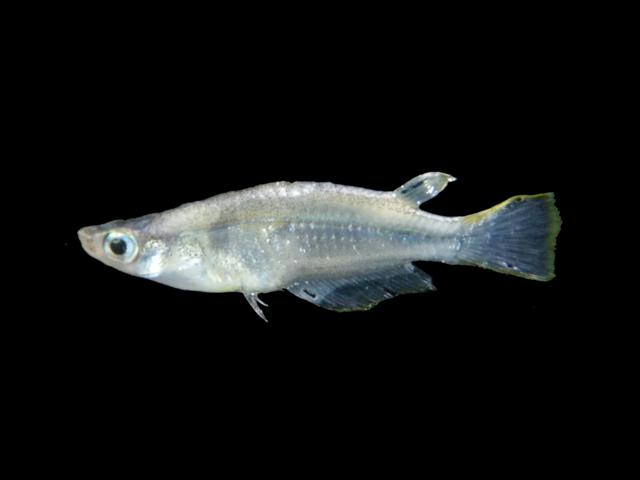
Oryzias javanicus

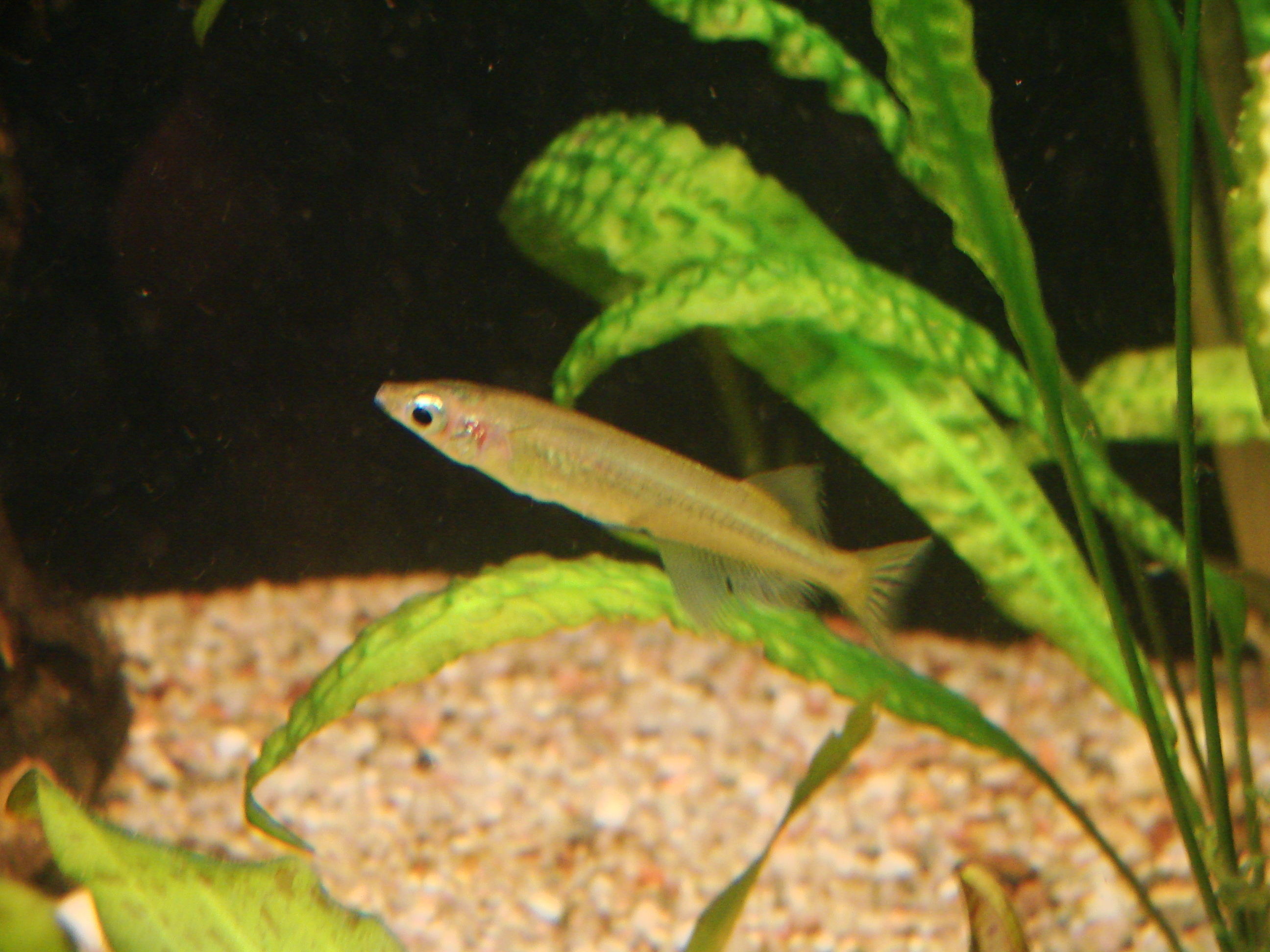
Oryzias sarasinorum

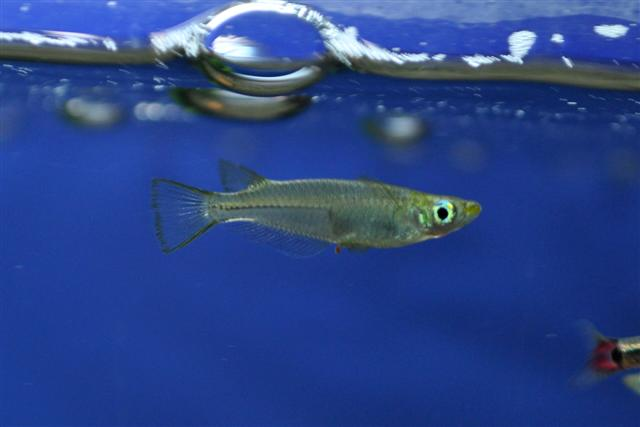
Oryzias sinensis

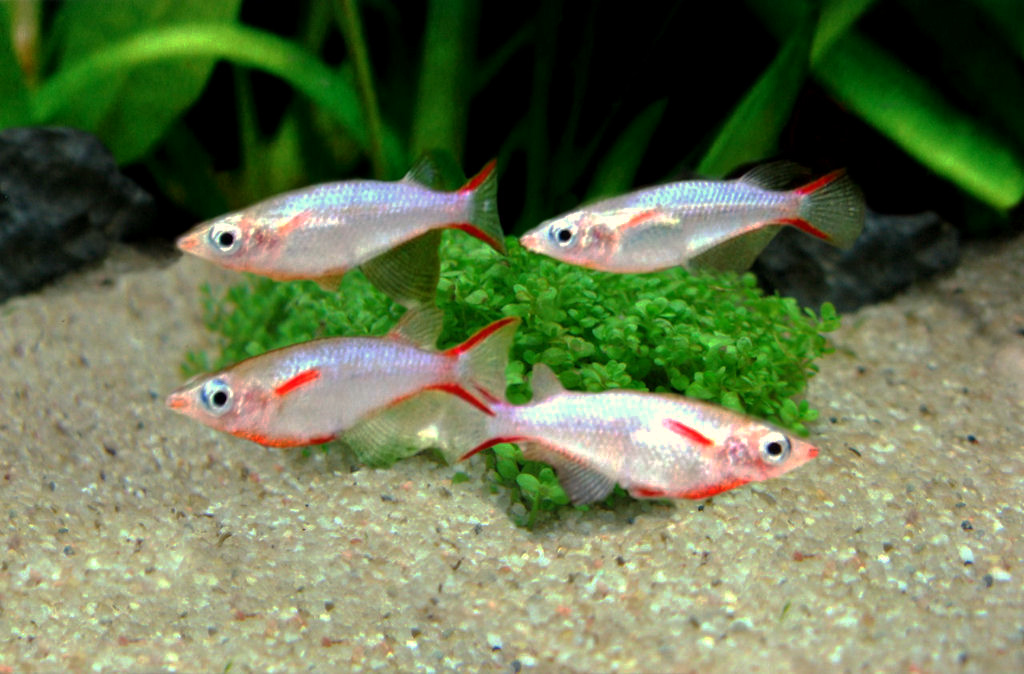
Oryzias woworae

FishBase listet 33 Arten in der Gattung (Stand Dezember 2015):
- Oryzias asinua Parenti, Hadiaty, Lumbantobing & Herder, 2013
- Oryzias bonneorum Parenti, 2008
- Oryzias carnaticus (Jerdon, 1849)
- Celebeskärpfling (Oryzias celebensis (Weber, 1894))
- Oryzias curvinotus (Nichols & Pope, 1927)
- Oryzias dancena (Hamilton, 1822)
- Oryzias eversi Herder, Hadiaty & Nolte, 2012
- Oryzias hadiatyae Herder & Chapuis, 2010
- Oryzias haugiangensis Roberts, 1998
- Oryzias hubbsi Roberts, 1998
- Oryzias javanicus (Bleeker, 1854)
- Südlicher Medaka (Oryzias latipes (Temminck & Schlegel, 1846)) (Typusart)
- Oryzias luzonensis (Herre & Ablan, 1934)
- Oryzias marmoratus (Aurich, 1935)
- Oryzias matanensis (Aurich, 1935)
- Oryzias mekongensis Uwa & Magtoon, 1986
- Schwarzfleckenkärpfling (Oryzias melastigma (McClelland, 1839))
- Zwergreiskärpfling (Oryzias minutillus Smith, 1945)
- Oryzias nebulosus Parenti & Soeroto, 2004
- Schwarzmantel-Reiskärpfling (Oryzias nigrimas Kottelat, 1990)
- Oryzias orthognathus Kottelat, 1990
- Oryzias pectoralis Roberts, 1998
- Oryzias profundicola Kottelat, 1990
- Nördlicher Medaka (Oryzias sakaizumii Asai, Senou & Hosoya, 2012)
- Sarasins Schaufelkärpfling (Oryzias sarasinorum (Popta, 1905))
- Indischer Glaskärpfling (Oryzias setnai (Kulkarni, 1940))
- Oryzias sinensis Chen, Uwa & Chu, 1989
- Oryzias soerotoi Mokodongan et al., 2014
- Oryzias songkhramensis Magtoon, 2010
- Oryzias timorensis (Weber & de Beaufort, 1922)
- Oryzias uwai Roberts, 1998
- Oryzias wolasi Parenti, Hadiaty, Lumbantobing & Herder, 2013
- Neonreisfisch (Oryzias woworae Parenti & Hadiaty, 2010)